# Maria Röhl

Fotografie von Maria Röhl

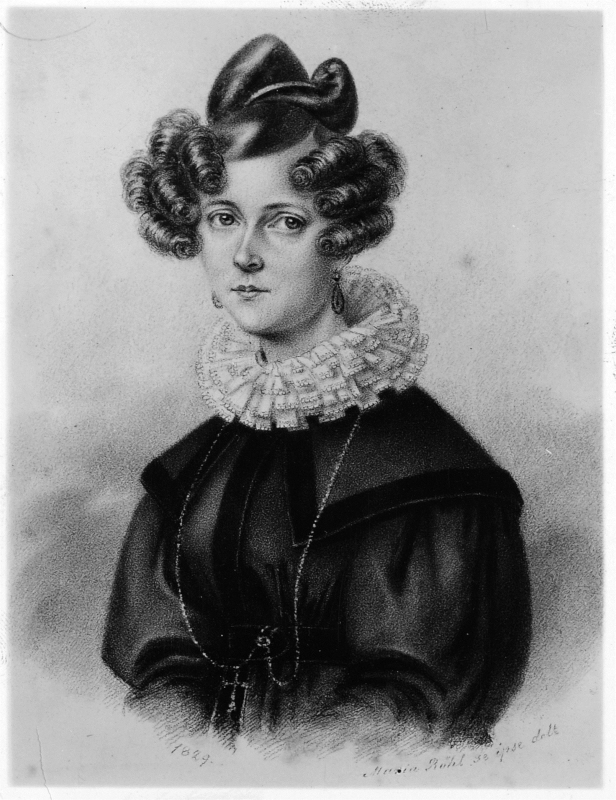
Selbstporträt (1829).

Maria Christina Röhl (geboren am 26. Juli 1801 in Skönstavik in Stockholm; gestorben am 5. Juli 1875 in der Klara-Gemeinde in Stockholm) war eine schwedische Porträtzeichnerin, die zahlreiche berühmte Persönlichkeiten ihrer Zeit porträtiert hat. Sie war Mitglied der Kungliga Konsthögskolan Stockholm (1843) und offizielle Porträtmalerin des königlichen Hofes. Ihre Zeichnungen befinden sich unter anderem im Schwedischen Nationalmuseum und im Hallwylska-Museum in Stockholm. Eine Sammlung von 1800 Porträts befindet sich in der Königlichen Bibliothek zu Stockholm.

## Leben und Werk
Maria Röhl war die zweite von fünf Töchtern des Handelsvertreters und Konsuls Jacob Röhl und Maria Christina Kierrman. Jacob Röhl war Konsul in der schwedischen Kolonie Saint-Barthélemy gewesen, wo er sein Vermögen im Sklavenhandel gemacht haben soll. Ihre Schwester Gustafva Röhl, wurde eine bekannte Pädagogin, und Eva Röhl war ebenfalls künstlerisch aktiv. Wie ihre Schwestern erhielt sie eine gute Ausbildung und war gezwungen, sich selbst zu versorgen, als sie 1822 zur Waise wurde. Ursprünglich wollte sie wie ihre Schwester Gustafva Gouvernante werden, doch dann brachte ihr der Kupferstecher Christian Forssell, ihr Ziehvater, das Zeichnen und Gravieren bei. Sie war während ihrer Schulzeit bereits von dem Maler Alexander Hambré unterrichtet worden und lernte nun, schnelle und realistische Porträts nach Stichen und Ölgemälden zu zeichnen und zu gravieren. Sie arbeitete dabei vor allem mit Bleistift und schwarzer Kreide, durfte jedoch als Mädchen nicht direkt Personen porträtieren.
Sie lebte bei der Familie Forssell, wo sie zunächst die Familie und Freunde porträtierte und Landschaften zeichnete. 1827 fertigte sie ihr erstes Auftragsporträt und bereits in diesem Jahr fertigte sie 53 Porträts an, darunter eines der Fürstin Sofia Albertina. Ihr Ruf verbreitete sich über Stockholm hinaus, und bald reiste sie umher und zeichnete Porträts in Herrenhäusern in ganz Schweden und in Städten wie Linköping, Västerås und Göteborg. Viele der wohlhabenderen Gesellschaftsschichten konnten es sich nun leisten, die ganze Familie zu einem erschwinglichen Preis porträtieren zu lassen. Laut Jane Rothlind zeigten ihre kleinen, intimen Cartoon-Porträts oft eine einzelne Person, seltener gibt es auch Doppelporträts, meist von Mutter und Kind oder von Geschwistern. Dabei handelt es sich um Brust- oder Hüftporträts, bei denen der Porträtierte in der Mitte steht, meistens ohne Attribute und mit unbearbeitetem Hintergrund. Die Gesichter wurden teilweise idealisiert, vor allem bei den weiblichen Porträts, wo die Augen vergrößert und Nase und Mund verkleinert wurden, möglicherweise beeinflusst von der zeitgenössischen Miniaturmalerei.

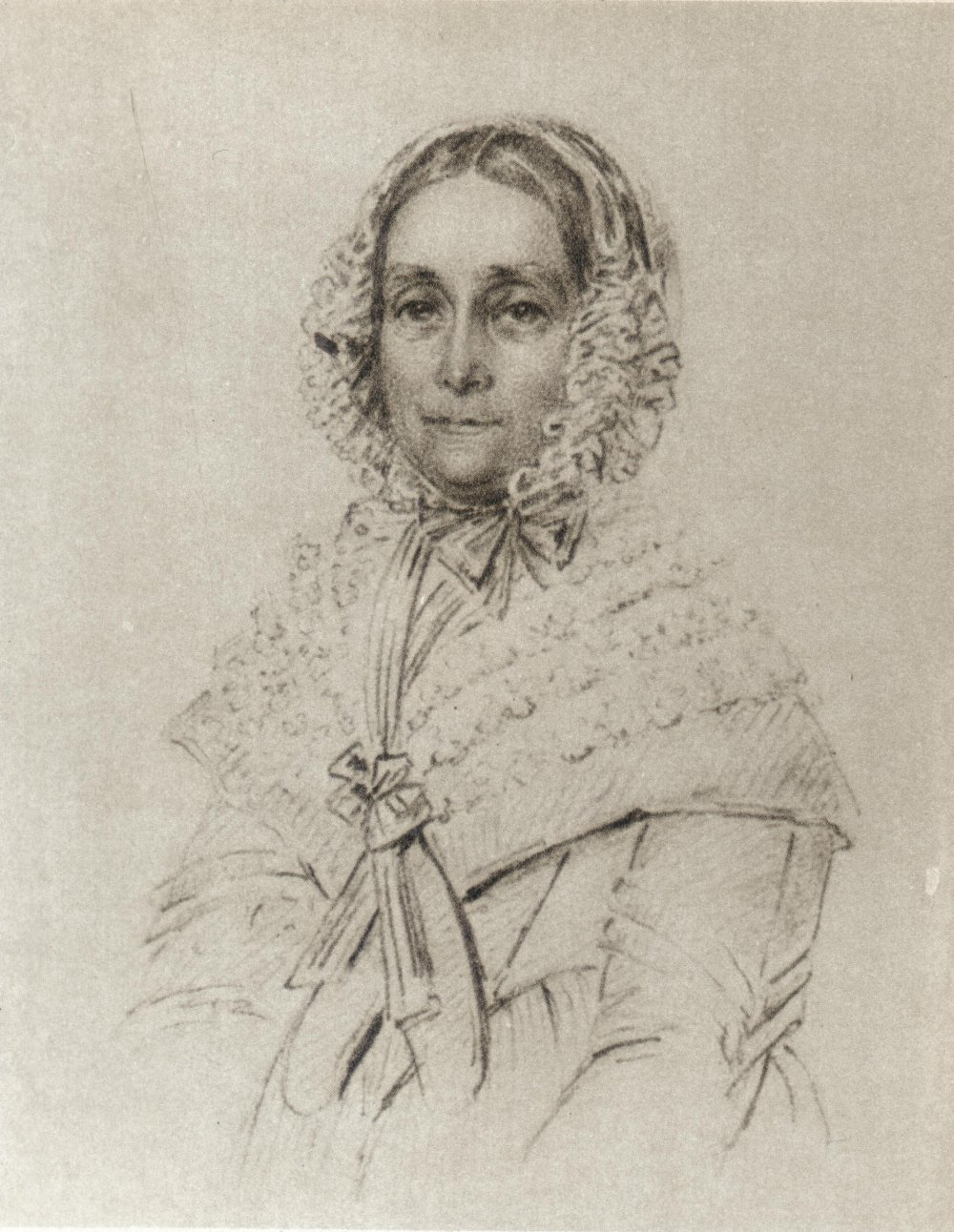
Malla Montgomery-Silfverstolpe

Zu Röhls Bekanntenkreis gehörte auch Esaias Tegnér, den sie 1829 zum ersten Mal zeichnete. Das Porträt war die Vorlage für einen Kupferstich von Forssell, der weite Verbreitung fand, und sie zeichnete in der Folge viele weitere bekannte Schriftsteller und andere prominente Personen, darunter etwa Malla Montgomery-Silfverstolpe in Uppsala, sowie Fredrika Bremer und Wendela Hebbe. Im Sommer besuchte sie Landgüter, auf denen sie lebte, und porträtierte deren Bewohner. Während Forssell durch die Verdrängung des Kupferstiches durch die populär werdende Lithografie zunehmend weniger Aufträge erhielt und sein Einkommen sank, konnte sich Maria etablieren und finanzierte die Familie Forssell durch ihre Einnahmen von bis zu 100 Porträts im Jahr mit. 1843 wurde sie königliche Hofmalerin und porträtierte Königin Josefina und Prinzessin Eugénie von Schweden mehrfach, zudem wurde sie zum Mitglied der Akademie der Schönen Künste gewählt. 1849 hielt sie sich sechs Monate in Paris auf, um im Atelier von Jean-François Brémond Ölmalerei zu studieren, und war mehrfach Gast von Gustaf Löwenhielm, dessen Porträt sie zeichnete und durch den sie weitere Aufträge von Mitgliedern des diplomatischen Korps und prominenten Parisern erhielt. 1851 reiste sie nach London und Liverpool, im gleichen Jahr starb ihr Ziehvater Forssell. 1853 ging Maria Röhl erneut nach Paris, diesmal für drei Jahre, und lernte bei Léon Cogniet von der Académie des Beaux-Arts das Pastellzeichnen. Nach ihrer Rückkehr im Jahr 1856 stellte sie an der Akademie der Schönen Künste Pastelle aus, doch wie beim Öl gelang ihr der Durchbruch als Porträtistin in dieser Technik nicht.
Nach ihrer Rückkehr nach Stockholm im Sommer 1856 ließ sich Maria Röhl im Hotel Brunkeberg nieder, wo mehrere ihrer Künstlerkollegen ihre Wohnungen und Ateliers hatten. Die Fotografie-Kunst wurde in ihren letzten Jahren zu einer schwierigen Konkurrenz für Porträtzeichner. Retuschierte Visitenkartenfoto wurden populär und zahlreiche Porträtzeichner und -maler stiegen auf die Fotografie als Medium um. Die Kundschaft von Maria Röhl wurde immer kleiner, und ihre soziale Zusammensetzung änderte sich: Es dominierten Angestellte und die untere Mittelschicht. Ab 1870 stellte sie ihre Tätigkeit als Porträtistin fast vollständig ein, fertigte aber weiterhin zahlreiche Kopien an und malte auch Geschenkschirme.
Maria Röhl starb 1875 und wurde auf dem Norra-Friedhof außerhalb Stockholms begraben. Bilder von Röhl sind unter anderem im Örebro Landmuseum, im Kunstmuseum Norrköping und im Schwedischen Nationalmuseum vertreten. hinterließ bei ihrem Tod eine Sammlung von 1.779 Bleistiftzeichnungen, die Vorlagen für die Porträts, die sie in schwarzer und weißer Kreide zeichnete und an ihre Kunden verkaufte. Die Sammlung wurde einige Monate nach ihrem Tod von der Königlichen Bibliothek erworben.

## Werke (Auswahl)

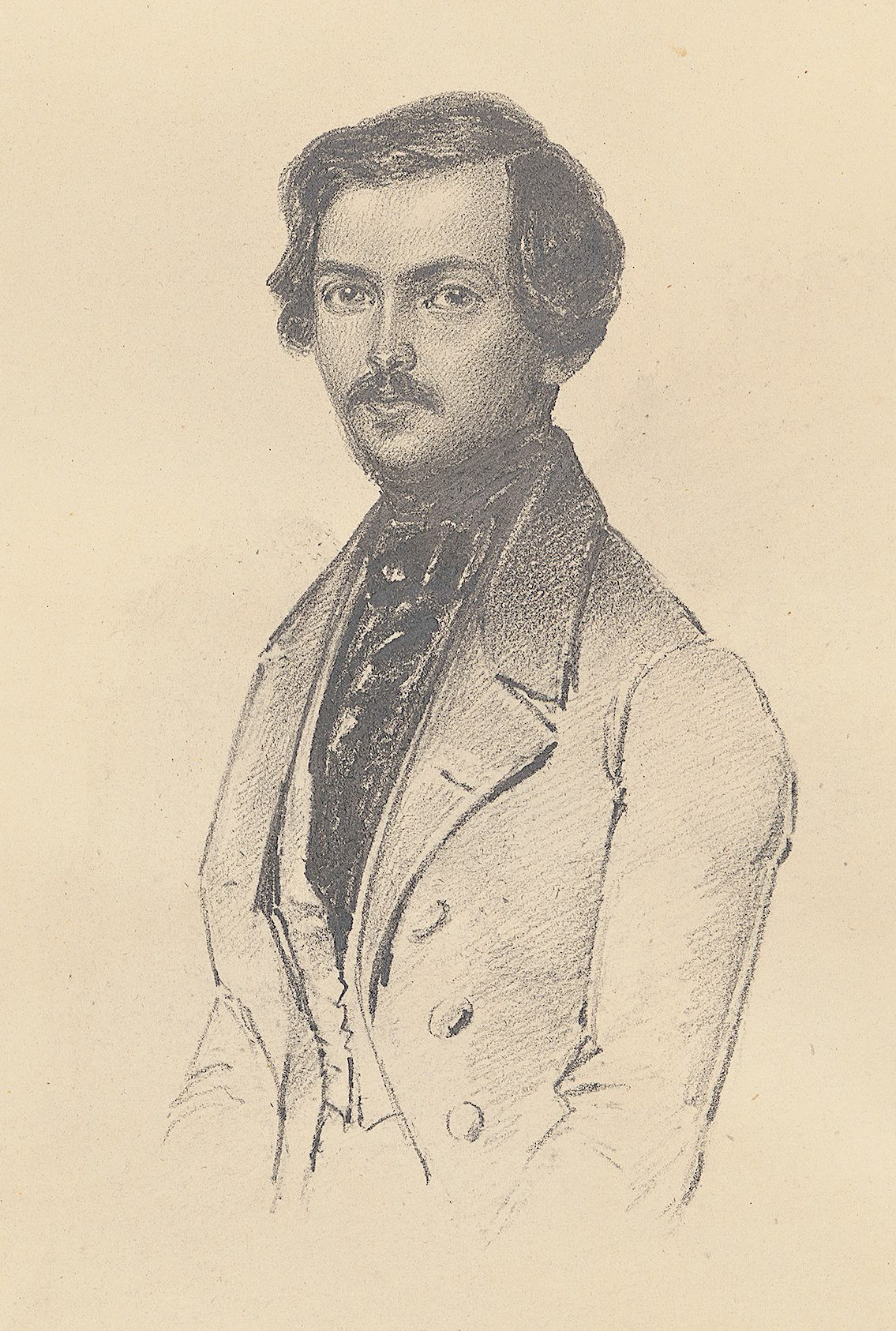
Constans Pontin, 1842
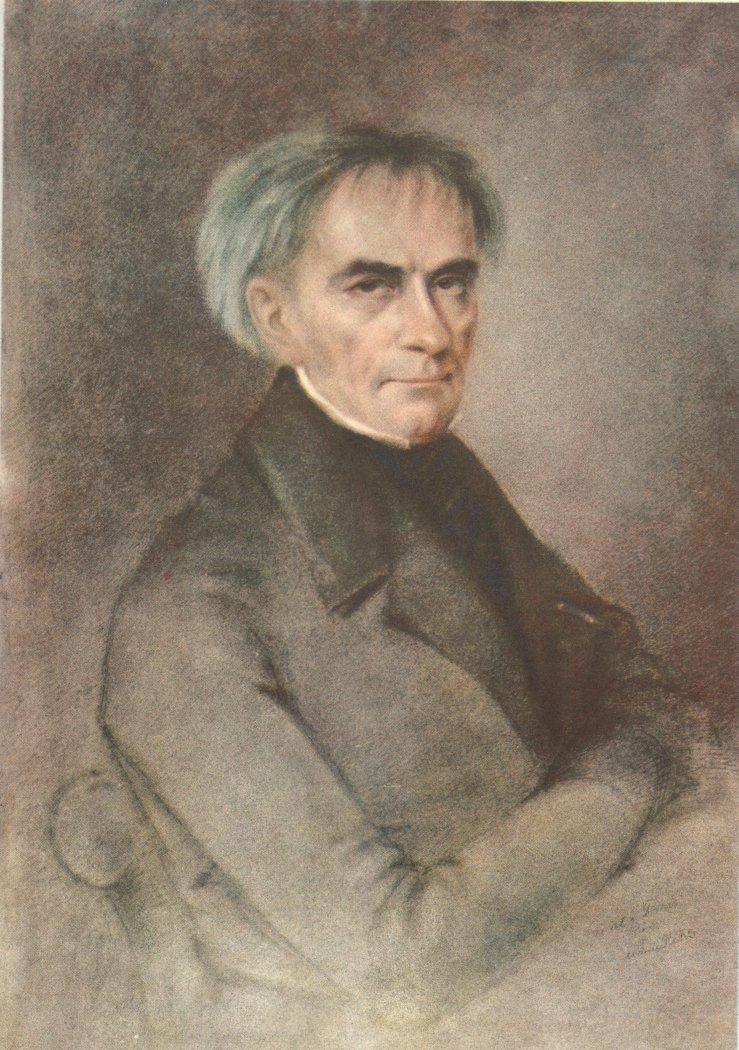
Carl Adolph Agardh, 1853
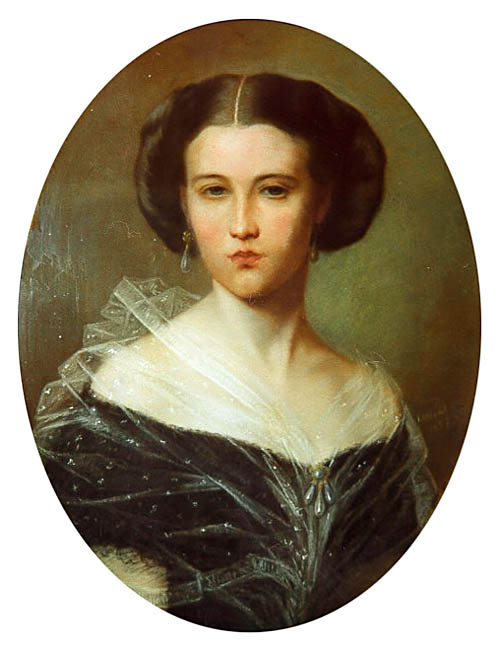
Ida Cardon (1839–1881), Tochter von Johan Cardon, 1857
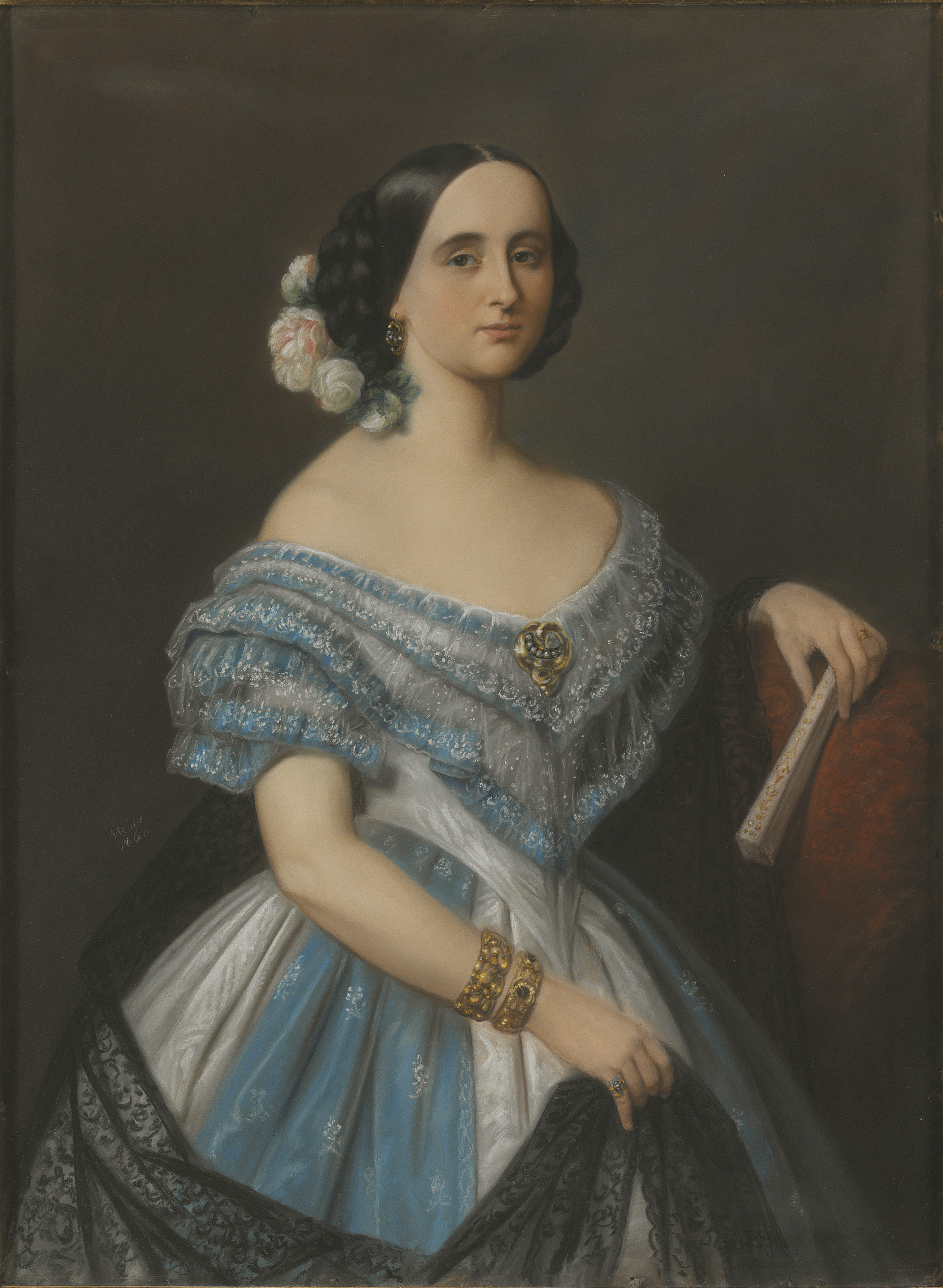
Julie Berwald
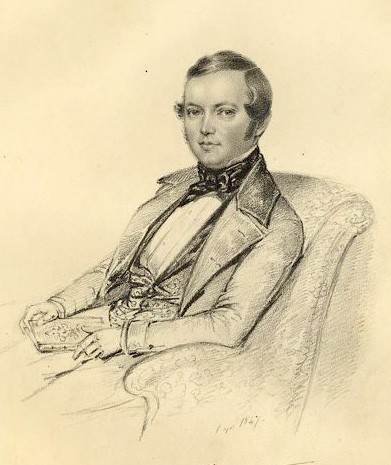
Johan Jolin, 1847
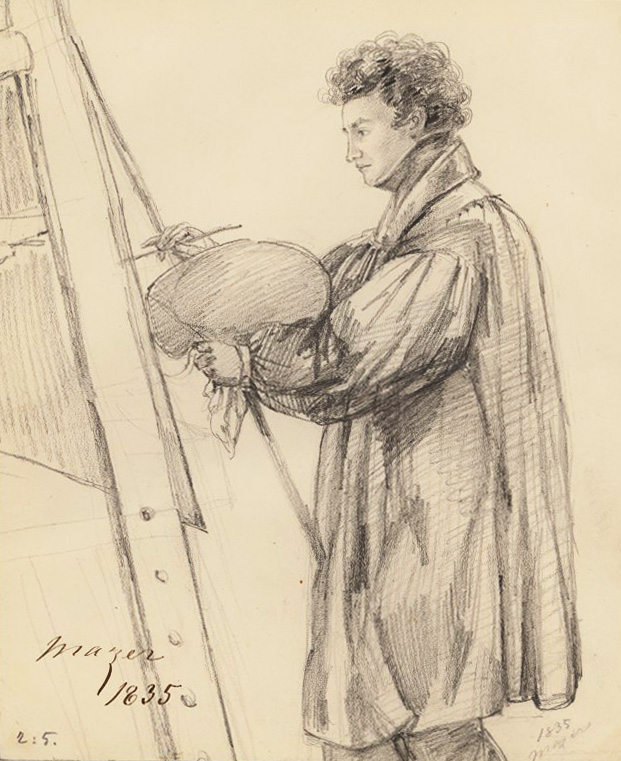
Carl Peter Mazer i sin ateljé. 1835
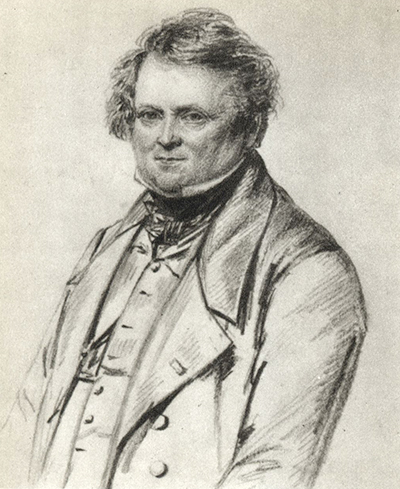
Bengt Magnus Bolméer
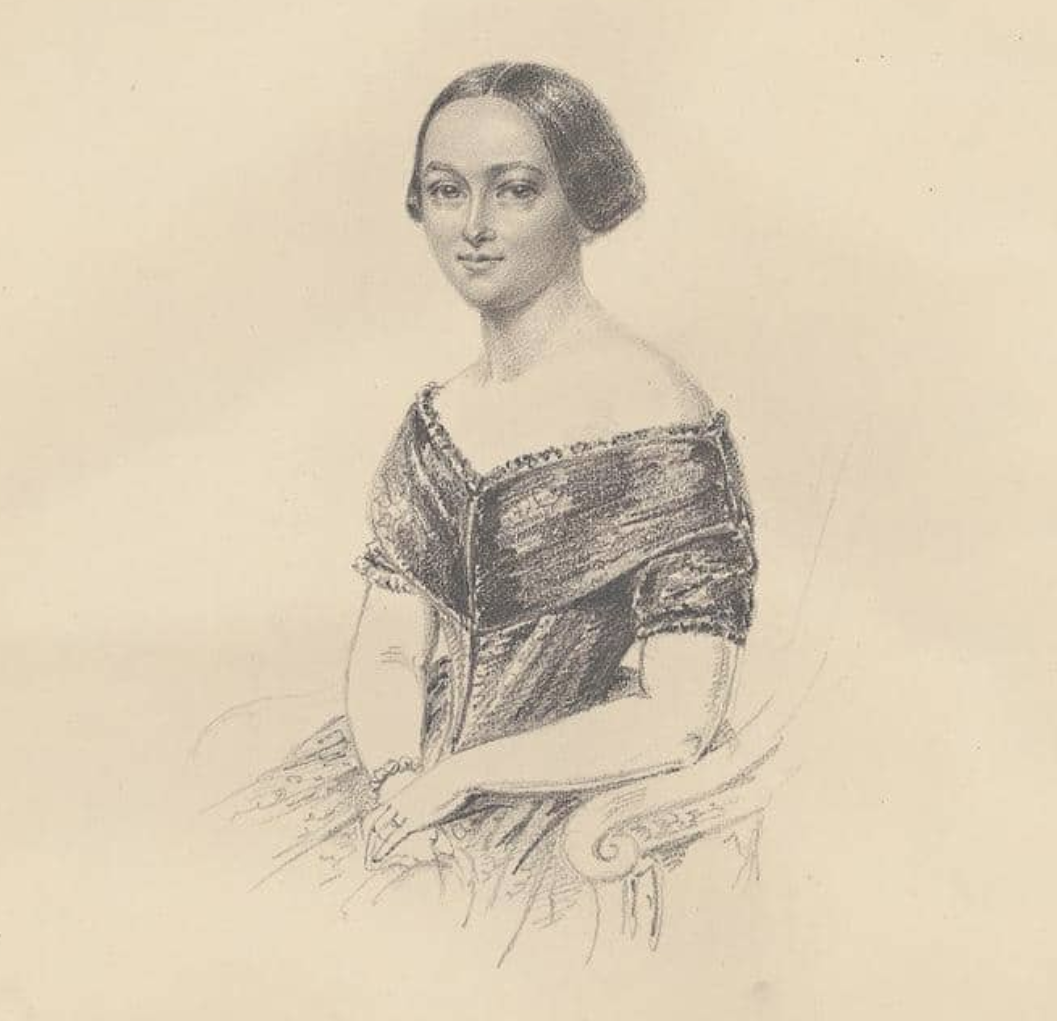
Hedvig Charlotta Tersmeden, Tochter von Carl Reinhold Tersmeden
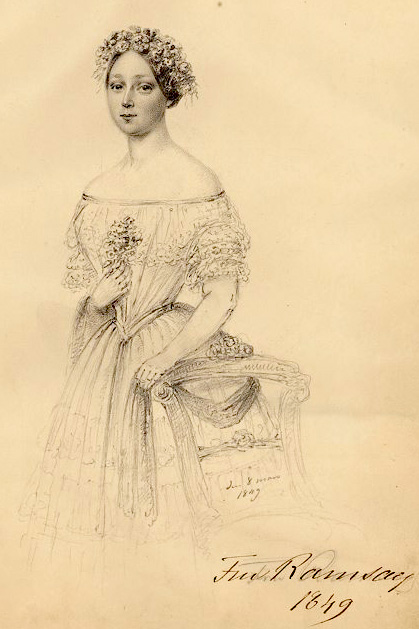
Ebba Ramsay, 1849
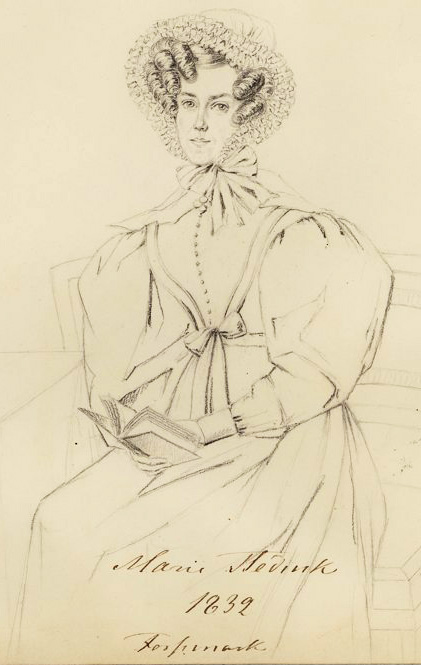
Marie Fredrica von Stedingk, 1832

## Belege
1. 1 2 3 4 5 6  Ulrika Strömquist: Maria Christina Röhl  im Svenskt kvinnobiografiskt lexikon (1, März 2018), abgerufen am 5. Dezember 2021.
2. 1 2 3 4 5 6 7 8 9  Jane Rothlind: Maria C Röhl im Svenskt biografiskt lexikon (2000–2002), abgerufen am 5. Dezember 2021.
3. ↑  Röhl, MARIA auf svenskagravar.se, abgerufen am 5. Dezember 2021.
4. ↑  Karl August Andersson-Meijerhelm von Maria Röhl im Örebro läns museum, abgerufen am 5. Dezember 2021.
5. ↑  Maria Röhl im Schwedischen Nationalmuseum, abgerufen am 5. Dezember 2021.